# Quantum — Finance in Perspective
Quantum – Finance in Perspective — професійний журнал, присвячений питанням глобальних фінансів, заснований у 2007 році катарським фінансовим центром Qatar Financial Centre (QFC, Доха, Катар).  На замовлення QFC Authority видається лондонським видавництвом Camel Publishing Ltd (Camel5 Publishing). Виходить один раз на квартал. Мова видання: англійська.

## Тематика та автори
В журналі публікуються статті відомих економістів, практиків, журналістів щодо актуальних питань міжнародних фінансів, від страхування до ринків капіталу та фінансових злочинів, а також висвітлюються технічні питання, такі як кількісні методи управління ризиками. 
Серед авторів: 
- Говард Девіс[en] — професор, голова ради директорів страхової компанії Prudential Plc і корпорації Morgan Stanley, колишній керівник Лондонської школи економіки і очільник британського фінансового регулятора Financial Services Authority, а також заступник керуючого Банку Англії
- Хелен Хаттон (Helen Hatton) — СЕО американської компанії Sator Regulatory Consulting Limited
- Руперт Гьюм Кендалл (Rupert Hume-Kendall) — очільник департаменту глобальних ринків капіталу в Merrill Lynch International
- Аарон Браун (Aaron Brown[en]) з AQR Capital
- Дункан Нідерауер (Duncan Niederauer) — керівник NYSE Euronext
- Девід Сміт (David Smith) – редактор з економіки Sunday Times
- Тім Волкер (Tim Walker) з Sunday Telegraph
- Іан Матер (Ian Mather) з The Scotsman
- Джеймс Рейд (James Reid) з Файненшл таймс
- Браєн Каплен (Brian Caplen) – головний редактор The Banker
- Реджинальд Дейл (Reginald Dale) — колишній редактор по США в Файненшл Таймс
- Вільям Кіген (William Keegan) —економічний коментатор The Observer
- Пауло Коельйо (Paulo Coelho) — письменник.

## Редакційна колегія
- Головний редактор — Найджел Дадлі (Nigel Dudley). Має більш ніж 30 річний журналістський досвід у галузі міжнародної політики, бізнесу і фінансів. Раніше працював в The Daily Telegraph і The Daily Mail, а також регулярно друкувався в The European, Euromoney, International Herald Tribune і The Banker.
- Грехем Бойс (Sir Graham Boyce[en])
- Джейкоб Ротшильд
- Шейха Ханаді Нассер бін Халед аль-Тані (Sheikha Hanadi Nasser bin Khaled al-Thani)[2]
- Кеннет Воррен (Sir Kenneth Warren[en])
- Джон Статтард (Sir John Stuttard[en])[3].

## Засновник і видавець
Засновник: Qatar Financial Centre Authority (QFCA) (Доха, Катар)
Видавець: Camel Publishing Limited (Лондон, Велика Британія)